# Podastinje
Podastinje (en cyrillique : Подастиње) est un village de Bosnie-Herzégovine. Il est situé dans la municipalité de Kiseljak, dans le canton de Bosnie centrale et dans la fédération de Bosnie-et-Herzégovine. Selon les premiers résultats du recensement bosnien de 2013, il compte 373 habitants.

## Histoire
Sur le territoire du village se trouve un site historique comprenant des fortifications préhistoriques, des fortifications de l'Antiquité tardive, les vestiges de l'église Sainte-Lucie et des nécropoles avec 85 stećci, un type particulier de tombes médiévales ; cet ensemble est inscrit sur la liste des monuments nationaux de Bosnie-Herzégovine.

## Démographie

### Évolution historique de la population
| 1948 | 1953 | 1961 | 1971 | 1981 | 1991 | 2013 |
| ---- | ---- | ---- | ---- | ---- | ---- | ---- |
| -    | -    | 379  | 452  | 444  | 499  | 373  |

|  |